# Stelis scutellaris
Stelis scutellaris är en biart som beskrevs av Morawitz 1894. Stelis scutellaris ingår i släktet pansarbin, och familjen buksamlarbin. Inga underarter finns listade i Catalogue of Life.